# David Cox (Maler)

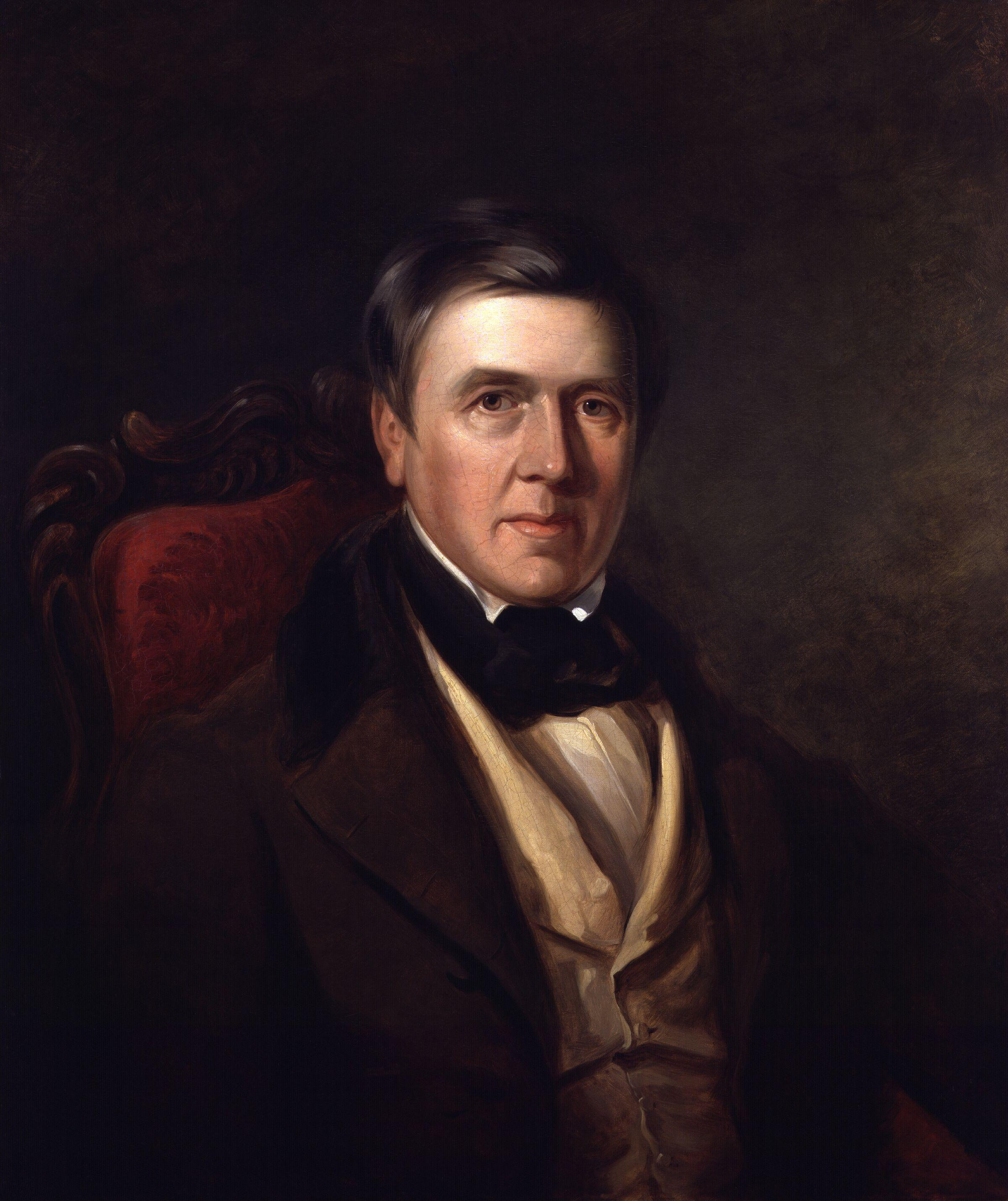
William Radclyffe: David Cox, Öl auf Leinwand, um 1830

David Cox (* 29. April 1783 in Birmingham; † 7. Juni 1859 in Harbourne bei Birmingham) war ein englischer Grafiker und Maler.

## Leben und Wirken
David Cox war der Sohn eines Schmieds aus Birmingham. Nachdem er in einer Volksschule notdürftigen Unterricht empfangen hatte, ließ der Vater den Knaben in seiner Werkstatt arbeiten. Doch das Schmiedehandwerk ging über seine Kräfte, weshalb er zu einem Galanteriewarenfabrikanten geschickt wurde, bei dem er die Miniaturmalerei lernte. Später fand Cox Anstellung als Farbenreiber und Malergehilfe bei dem Theater in Birmingham. 1804 ging er nach London, um als Kulissenmaler am Astley-Theater zu arbeiten, erhielt dort aber keine Beschäftigung. Er studierte dann unter John Varley Aquarellmalerei. Ab 1805 stellte er regelmäßig in der Royal Academy of Arts aus. Auch veröffentlichte einige Bücher über die Aquarell- und Landschaftsmalerei. 1813 wurde er zum Mitglied der Society of Painters in Water Colours gewählt. Damals erhielt er den Posten eines Zeichenlehrers an der Kriegsschule in Farnham (Surrey), legte diese Stelle aber bald wieder nieder. Von 1814 an lebte er in Hereford, wo er in verschiedenen Schulen unterrichtete und von wo aus er England öfters durchstreifte.
1826 bereiste Cox die Niederlande und Belgien. Von 1827 bis 1841 lebte er als angesehener und erfolgreicher Künstler wieder in London. 1829 und 1832 unternahm er zwei kurze Reisen nach Frankreich. Doch die meiste Zeit seines Lebens verließ er England nicht. 1841 ließ er sich in Harbourne in der Nähe von Birmingham nieder und fand nun seine Inspiration insbesondere bei Aufenthalten in Nordwales, wo das reizende Bergdorf Betws-y-Coed der Mittelpunkt seiner Tätigkeit war. Da die Zahl seiner Werke außerordentlich groß war, konnten diese von 1858 bis 1859 in einer umfangreichen Ausstellung in London präsentiert werden. 1859 starb Cox im Alter von 76 Jahren in Harbourne.
Verschiedene Aquarelle David Cox’ befinden sich in der Lady Lever Art Gallery, Port Sunlight, Merseyside, England.  Die Werke wurden vom Gründer des Museums, dem Viscount Leverhulme im Kunsthandel erworben. Von diesen wurden einige inzwischen als Fälschungen identifiziert.
David Cox, genannt der Ältere, gehörte zu den bedeutendsten englischen Landschaftsmalern und war Wegbereiter des Impressionismus. Sein Sohn David (1809–1885), aus der Ehe mit Mary Agg, war ebenfalls Maler.

## Schriften
- Treatise an Landscape Painting and Effect in Water-colours (London 1813)
- A series of progressive lessons intended to elucidate the art of painting in water colours (London 1845)